# Till Tantau
Till Tantau (né en 1975) est un professeur d'informatique théorique à l'Université de Lübeck. Il est connu pour avoir créé la classe Beamer pour LaTeX,, qui est utilisée pour les présentations. Il a aussi créé le paquet PGF/TikZ qui est utilisé pour la création des graphiques,,,.
Tantau a obtenu des diplômes en informatique et en mathématiques de l'Université technique de Berlin en 1999 et 2001, respectivement. Il obtient en 2003 son doctorat.